# Lista giełd papierów wartościowych
Giełdy papierów wartościowych według krajów

## Afryka

### Afryka Zachodnia
- Regionalna Giełda Papierów Wartościowych w Abidżanie – Bourse Regionale des Valeurs Mobilieres

### Botswana
- Botswańska Giełda Papierów Wartościowych

### Egipt
- Giełda Papierów Wartościowych w Kairze i Aleksandrii

### Ghana
- Giełda Papierów Wartościowych w Ghanie

### Kamerun
- Giełda Papierów Wartościowych w Duala

### Kenia
- Giełda Papierów Wartościowych w Nairobi

### Malawi
- Giełda Papierów Wartościowych w Malawi

### Mauritius
- Giełda Papierów Wartościowych Mauritiusa

### Maroko
- Giełda Papierów Wartościowych w Casablance

### Mozambik
- Giełda Papierów Wartościowych w Maputo

### Namibia
- Giełda Papierów Wartościowych w Namibii

### Nigeria
- Giełda Papierów Wartościowych w Nigerii
- Giełda Papierów Wartościowych w Abudży

### Republika Południowej Afryki
- Giełda Papierów Wartościowych w Johannesburgu – Johannesburg Stock Exchange

### Rwanda
- Giełda Papierów Wartościowych w Rwandzie – Rwanda Stock Exchange

### Suazi
- Giełda Papierów Wartościowych w Suazi

### Tanzania
- Giełda Papierów Wartościowych w Dar-es-Salaam

### Tunezja
- Giełda Papierów Wartościowych w Tunisie – Bourse de Tunis

### Uganda
- Giełda Papierów Wartościowych w Ugandzie

### Wyspy Zielonego Przylądka
- Giełda Papierów Wartościowych Wysp Zielonego Przylądka – Bolsa de Valores de Cabo Verde

### Zambia
- Giełda Papierów Wartościowych w Lusace

### Zimbabwe
- Giełda Papierów Wartościowych w Zimbabwe

## Ameryka Południowa

### Argentyna
- Giełda Papierów Wartościowych w Buenos Aires

### Bahamy
- Giełda Papierów Wartościowych na Bahamach – Bahamas Securities Exchange

### Barbados
- Giełda Papierów Wartościowych na Barbados – Barbados Stock Exchange

### Bermudy
- Giełda Papierów Wartościowych na Bermudach – Bermuda Stock Exchange

### Boliwia
- Boliwijska Giełda Papierów Wartościowych – Bolsa de Valores de Bolivia

### Brazylia
- Brazylijska Giełda Papierów Wartościowych – BM&F Bovespa
- Giełda Papierów Wartościowych w Rio de Janeiro

### Chile
- Giełda Papierów Wartościowych w Santiago
- Santiago Electronic Stock Exchange web site
- Giełda Papierów Wartościowych w Valparaiso – (BOVALPO) web site

### Dominikana
- Giełda Papierów Wartościowych Dominikany – Bolsa de Valores de la República Dominicana

### Ekwador
- Giełda Papierów Wartościowych w Guayaquil – Bolsa de Valores de Guayaquil web site
- Giełda Papierów Wartościowych w Quito – Bolsa de Valores de Quito

### Gujana
- Giełda Papierów Wartościowych w Gujanie

### Gwatemala
- Gwatemalska Giełda Papierów Wartościowych – Bolsa de Valores de Guatemala

### Honduras
- Środkowoamerykańska Giełda Papierów Wartościowych – Bolsa Centroamericana de Valores
- Giełda Papierów Wartościowych Hondurasu – Bolsa Honduras de Valores

### Jamajka
- Jamajska Giełda Papierów Wartościowych – Jamaica Stock Exchange

### Kajmany (wyspy)
- Giełda Papierów Wartościowych na Kajmanach – Cayman Islands Stock Exchange

### Kolumbia
- Kolumbijska Giełda Papierów Wartościowych – Bolsa de Valores de Colombia

### Kostaryka
- Narodowa Giełda Papierów Wartościowych Kostaryki – Bolsa Nacional de Valores de Costa Rica

### Nikaragua
- Giełda Papierów Wartościowych Nikaragui – Bolsa de Valores de Nicaragua

### Panama
- Panamska Giełda Papierów Wartościowych – Bolsa de Valores de Panama

### Peru
- Giełda Papierów Wartościowych w Limie – Bolsa de Valores de Lima

### Saint Kitts i Nevis
- Wschodniokaraibska Giełda Papierów Wartościowych – Eastern Carribean Securities Exchange

### Salwador
- Giełda Papierów Wartościowych Salwadoru – Bolsa de Valores de El Salvador

### Trynidad i Tobago
- Giełda Papierów Wartościowych w Trynidadzie i Tobago – Trinidad and Tobago Stock Exchange

### Urugwaj
- Urugwajska Giełda Papierów Wartościowych – Bolsa Electronica de Valores de Uruguay

### Wenezuela
- Giełda Papierów Wartościowych w Caracas – Bolsa de Valores de Caracas

## Ameryka Północna

### Kanada
- CNQ
- Nasdaq Kanada
- Giełda Papierów Wartościowych w Toronto – Toronto Stock Exchange

### Meksyk
- Meksykańska Giełda Papierów Wartościowych – Bolsa Mexicana de Valores

### Stany Zjednoczone
- Amerykańska Giełda Papierów Wartościowych – American Stock Exchange
- Chicago Board of Trade – CBOT
- Giełda Papierów Wartościowych w Filadelfii – Philadelphia Stock Exchange
- Giełda Papierów Wartościowych w Bostonie – Boston Stock Exchange
- Giełda Papierów Wartościowych w Chicago – Chicago Stock Exchange
- Giełda Papierów Wartościowych w Miami – Miami Stock Exchange
- NASDAQ – giełda papierów wartościowych w Stanach Zjednoczonych, z filiami w Kanadzie, Chinach, Japonii i Dubaju
- Narodowa Giełda Papierów Wartościowych – National Stock Exchange
- New York Board of Trade
- Nowojorska Giełda Papierów Wartościowych – New York Stock Exchange

## Australia–Oceania

### Australia
- Australia Pacific Exchange
- Australijska Giełda Papierów Wartościowych – Australian Securities Exchange
- Giełda Papierów Wartościowych w Bendigo – Bendigo Stock Exchange
- Narodowa Giełda Papierów Wartościowych Australii – National Stock Exchange of Australia

### Fidżi
- Giełda Papierów Wartościowych Południowego Pacyfiku – South Pacific Stock Exchange

### Nowa Zelandia
- Giełda Papierów Wartościowych w Wellington – New Zealand Exchange

### Papua-Nowa Gwinea
- Giełda Papierów Wartościowych w Port Moresby

## Azja

### Afganistan
- Giełda Papierów Wartościowych w Kabulu – Kabul Stock Exchange

### Arabia Saudyjska
- Elektroniczna Giełda Papierów Wartościowych w Arabii Saudyjskiej – Saudi Arabia Electronic Securities Information System
- Tadawul

### Bahrajn
- Giełda Papierów Wartościowych w Bahrajnie – Bahrain Bourse

### Bangladesz
- Giełda Papierów Wartościowych w Ćottogram – Chittagong Stock Exchange
- Giełda Papierów Wartościowych w Dhace – Dhaka Stock Exchange

### Chiny
- Giełda Papierów Wartościowych w Szanghaju – Shanghai Stock Exchange
- Giełda Papierów Wartościowych w Shenzhen – Shenzhen Stock Exchange
- Giełda Papierów Wartościowych w Hongkongu – Hong Kong Stock Exchange

### Filipiny
- Filipińska Giełda Papierów Wartościowych – Philippine Stock Exchange

### Indie
- Giełda Papierów Wartościowych w Ahmedabadzie – Ahmedabad Stock Exchange
- Giełda Papierów Wartościowych w Bangalore – Bangalore Stock Exchange
- Giełda Papierów Wartościowych w Bhubaneswar – Bhubaneswar Stock Exchange
- Giełda Papierów Wartościowych w Mumbaju – Bombay Stock Exchange
- Giełda Papierów Wartościowych w Kolkacie – Calcutta Stock Exchange
- Giełda Papierów Wartościowych w Koczin – Cochin Stock Exchange
- Giełda Papierów Wartościowych w Coimbatore – Coimbatore Stock Exchange
- Giełda Papierów Wartościowych w Delhi – Delhi Stock Exchange Association
- Giełda Papierów Wartościowych w Gauhati – Gauhati Stock Exchange
- Giełda Papierów Wartościowych w Hajdarabadzie – Hyderabad Stock Exchange
- Indyjskie Połączone Giełdy Papierów Wartościowych – Inter-connected Stock Exchange of India
- Giełda Papierów Wartościowych w Jaipur – Jaipur Stock Exchange
- Giełda Papierów Wartościowych w Ludhiana – Ludhiana Stock Exchange Association
- Giełda Papierów Wartościowych w Madhya Pradesh – Madhya Pradesh Stock Exchange
- Giełda Papierów Wartościowych w Ćennaju – Madras Stock Exchange
- Giełda Papierów Wartościowych w Mangalore – Mangalore Stock Exchange
- Indyjska Narodowa Giełda Papierów Wartościowych – National Stock Exchange of India
- Indyjski Rynek Pozagiełdowy – OTC Exchange of India
- Giełda Papierów Wartościowych w Pune – Pune Stock Exchange
- Giełda Papierów Wartościowych w Saurashtra-Kutch – Saurashtra-Kutch Stock Exchange
- Giełda Papierów Wartościowych w Uttar Pradesh – Uttar Pradesh Stock Association
- Giełda Papierów Wartościowych w Vadodara – Vadodara Stock Exchange

### Indonezja
- Indonezyjska Giełda Papierów Wartościowych – Indonesia Stock Exchange

### Iran
- Giełda Papierów Wartościowych w Teheranie – Tehran Stock Exchange

### Irak
- Iracka Giełda Papierów Wartościowych – Iraq Stock Exchange

### Izrael
- Giełda Papierów Wartościowych w Tel Awiwie – Tel-Aviv Stock Exchange

### Japonia
- Giełda Papierów Wartościowych w Fukuoka – Fukuoka Stock Exchange
- Giełda Papierów Wartościowych w Hiroszimie – Hiroshima Stock Exchange
- JASDAQ
- Giełda Papierów Wartościowych w Nagoi – Nagoya Stock Exchange (NSE)
- Giełda Papierów Wartościowych w Niigata – Niigata Stock Exchange
- Giełda Papierów Wartościowych w Osace – Osaka Securities Exchange
- Giełda Papierów Wartościowych w Sapporo – Sapporo Stock Exchange
- Tokijska Giełda Papierów Wartościowych – Tokyo Stock Exchange

### Jordan
- Giełda Papierów Wartościowych w Ammanie – Amman Stock Exchange

### Kazachstan
- Giełda Papierów Wartościowych w Kazachstanie – Kazakhstan Stock Exchange

### Korea Południowa
- Koreańska Giełda Papierów Wartościowych – Korea Stock Exchange
- KOSDAQ

### Kuwejt
- Giełda Papierów Wartościowych w Kuwejcie – Kuwait Stock Exchange

### Kirgistan
- Giełda Papierów Wartościowych w Kirgistanie – Kyrgyz Stock Exchange

### Liban
- Giełda Papierów Wartościowych w Bejrucie – Beirut Stock Exchange

### Malezja
- Giełda Papierów Wartościowych w Kuala Lumpur (Malezyjska Giełda Papierów Wartościowych) – Kuala Lumpur Stock Exchange (Bursa Malaysia)
- MESDAQ

### Malediwy
- Giełda Papierów Wartościowych na Malediwach – Maldives Stock Exchange

### Mongolia
- Mongolska Giełda Papierów Wartościowych – Mongolian Stock Exchange

### Nepal
- Nepalska Giełda Papierów Wartościowych – Nepal Stock Exchange

### Oman
- Muscat Securities Market

### Pakistan
- Giełda Papierów Wartościowych w Pakistanie – Pakistan Stock Exchange

### Palestyna
- Palestyńska Giełda Papierów Wartościowych – Palestine Securities Exchange

### Singapur
- Giełda Papierów Wartościowych w Singapurze – Singapore Exchange

### Sri Lanka
- Giełda Papierów Wartościowych w Kolombo – Colombo Stock Exchange

### Tajwan
- Tajwańska Giełda Papierów Wartościowych – Taiwan Stock Exchange

### Tajlandia
- Giełda Papierów Wartościowych Tajlandii – Stock Exchange of Thailand

### Uzbekistan
- Giełda Papierów Wartościowych w Taszkencie – Tashkent Stock Exchange

### Wietnam
- Giełda Papierów Wartościowych w Ho Chi Minh – Ho Chi Minh City Securities Trading Center
- Giełda Papierów Wartościowych w Hanoi – Hanoi Securities Trading Center

### Zjednoczone Emiraty Arabskie
- Giełda Papierów Wartościowych w Abu Zabi – Abu Dhabi Securities Market
- Dubajska Giełda Finansowa – Dubai Financial Market
- NASDAQ Dubai

## Europa

### Pan-Europa
- Euronext
- OMX

### Armenia
- Armeńska Giełda Papierów Wartościowych – Armenian Stock Exchange

### Austria
- Wiedeńska Giełda Papierów Wartościowych – Wiener Börse

### Azerbejdżan
- Giełda Papierów Wartościowych w Baku – Baku Stock Exchange

### Belgia
- Belgijska Giełda Papierów Wartościowych – Euronext Bruksela – Euronext Brussels

### Bośnia i Hercegowina
- Giełda Papierów Wartościowych w Banja Luce – Banjalučka berza
- Giełda Papierów Wartościowych w Sarajewie – Sarajevska Berza

### Bułgaria
- Bułgarska Giełda Papierów Wartościowych – Bulgarian Stock Exchange

### Chorwacja
- Giełda Papierów Wartościowych w Zagrzebiu – Zagreb Stock Exchange
- Giełda Papierów Wartościowych w Varaždin – Varaždin Stock Exchange

### Cypr
- Cypryjska Giełda Papierów Wartościowych – Cyprus Stock Exchange

### Czarnogóra
- Giełda Papierów Wartościowych Czarnogóry – Montenegro Stock Exchange
- Giełda Papierów Wartościowych NEX – NEX Stock Exchange

### Czechy
- Praska Giełda Papierów Wartościowych (Giełda Papierów Wartościowych w Pradze) – Burza cenných papírů Praha

### Dania
- Kopenhaska Giełda Papierów Wartościowych (Giełda Papierów Wartościowych w Kopenhadze) – Copenhagen Stock Exchange (jedna z giełd OMX)

### Estonia
- Giełda Papierów Wartościowych w Tallinnie – Tallinn Stock Exchange (jedna z giełd OMX)

### Finlandia
- Helsińska Giełda Papierów Wartościowych – Helsinki Stock Exchange (jedna z giełd OMX)

### Francja
- Giełda Papierów Wartościowych w Paryżu – Euronext Paryż – Euronext Paris

### Gruzja
- Gruzińska Giełda Papierów Wartościowych – Georgian Stock Exchange

### Gibraltar
- Gibraltarska Giełda Papierów Wartościowych – Gibraltar Stock Exchange

### Grecja
- Giełda Papierów Wartościowych w Atenach

### Hiszpania
- Giełda Papierów Wartościowych w Madrycie – Bolsa de Madrid
- Giełda Papierów Wartościowych w Barcelonie – Barcelona Stock Exchange
- Giełda Papierów Wartościowych w Walencji – Valencia Stock Exchange
- Giełda Papierów Wartościowych w Bilbao – Bilbao Stock Exchange

### Holandia
- Giełda Papierów Wartościowych w Amsterdamie – Euronext Amsterdam

### Islandia
- Giełda Papierów Wartościowych Islandii – Iceland Stock Exchange (Kauphöll Íslands)

### Irlandia
- Irlandzka Giełda Papierów Wartościowych – Irish Stock Exchange
- Irish Enterprise Exchange (IEX)

### Litwa
- Wileńska Giełda Papierów Wartościowych – Vilnius Stock Exchange (jedna z giełd OMX)

### Luksemburg
- Giełda Papierów Wartościowych Luksemburga – Luxembourg Stock Exchange

### Łotwa
- Giełda Papierów Wartościowych w Rydze – Riga Stock Exchange (jedna z giełd OMX)

### Macedonia
- Macedońska Giełda Papierów Wartościowych – Macedonia Stock Exchange

### Malta
- Giełda Papierów Wartościowych Malty – Malta Stock Exchange

### Niemcy
- Berlińska Giełda Papierów Wartościowych – Berliner Börse
- Giełda Papierów Wartościowych w Hamburgu – Börse Hamburg
- Giełda Papierów Wartościowych w Hanowerze – Börse Hannover
- Giełda Papierów Wartościowych w Monachium – Börse München
- Giełda Papierów Wartościowych w Stuttgarcie – Börse Stuttgart
- Eurex
- Giełda Papierów Wartościowych we Frankfurcie – Frankfurter Wertpapierbörse

### Norwegia
- Giełda Papierów Wartościowych w Oslo – Oslo Stock Exchange

### Polska
- Giełda Papierów Wartościowych w Warszawie

### Portugalia
- Giełda Papierów Wartościowych w Lizbonie – Euronext Lizbona – Euronext Lisbon
- OPEX

### Rosja
- Giełda Papierów Wartościowych w Moskwie – Moscow Exchange – giełda powstała w 2011 roku po połączeniu dwóch giełd: Giełda Papierów Wartościowych RTS – RTS Stock Exchange i Moskiewska Międzybankowa Giełda Walutowa – Moscow Interbank Currency Exchange (MICEX)
- Giełda Papierów Wartościowych w Sankt Petersburgu – Saint Petersburg Stock Exchange

### Rumunia
- Giełda Papierów Wartościowych w Bukareszcie – Bucharest Stock Exchange (Bursa de Valori București)
- Rasdaq
- Giełda Papierów Wartościowych w Sybinie – Sibiu Stock Exchange

### Serbia
- Giełda Papierów Wartościowych w Belgradzie – Beogradska Berza

### Słowacja
- Giełda Papierów Wartościowych w Bratysławie – Bratislava Stock Exchange

### Słowenia
- Giełda Papierów Wartościowych w Lublanie – Ljubljanska Borza

### Szwajcaria
- Szwajcarska Giełda Papierów Wartościowych SWX – SWX Swiss Exchange
- Berneńska Giełda Papierów Wartościowych – Bern eXchange

### Szwecja
- Nordic Growth Market
- Sztokholmska Giełda Papierów Wartościowych – Stockholmsbörsen (jedna z giełd OMX)

### Turcja
- Giełda Papierów Wartościowych w Stambule – Istanbul Stock Exchange (ISE)

### Ukraina
- Ukraińska Giełda Papierów Wartościowych PFTS – PFTS Ukraine Stock Exchange

### Węgry
- Giełda Papierów Wartościowych w Budapeszcie – Budapest Stock Exchange

### Wielka Brytania
- Londyńska Giełda Papierów Wartościowych – London Stock Exchange

### Włochy
- Włoska Giełda Papierów Wartościowych – Borsa Italiana

### Wyspy Normandzkie
- Giełda Papierów Wartościowych Wysp Normandzkich – Channel Islands Stock Exchange

### Wyspy Owcze
- Giełda Papierów Wartościowych Wysp Owczych – Faroese Securities Market